# Pygospio elegans
Pygospio elegans er en op til 15 mm lang havbørsteorm, der er udbredt langs kysterne af hele Europa og det nordøstlige Nordamerika. Den sidder i et lodret rør på 1 mm i diameter, og ved hjælp af lange tentakler samler den organisk stof fra den omgivende havbund. I Danmark er Pygospio elegans især almindelig på sandbund på lavt vand. I Vadehavet kan der leve op til 20.000 individer pr. m².

## Formering
Pygospio elegans lægger æg i røret. Æggene ligger i kapsler, hvor der foruden befrugtede æg også findes æg uden kerne, såkaldte næringsæg som larverne lever af. Antallet af næringsæg varierer. Hvis der er mange næringsæg, kan ungerne forlade røret som næsten fuldt udviklede. Hvis der er færre næringsæg, forlader larverne røret som pelagiske larver, der lever af plankton, inden de slår sig ned på havbunden.
Pygospio elegans kan også formere sig ukønnet ved at dele sig i flere stykker.Hvert af stykkerne bliver til en ny orm.